# Förbifart Stockholm

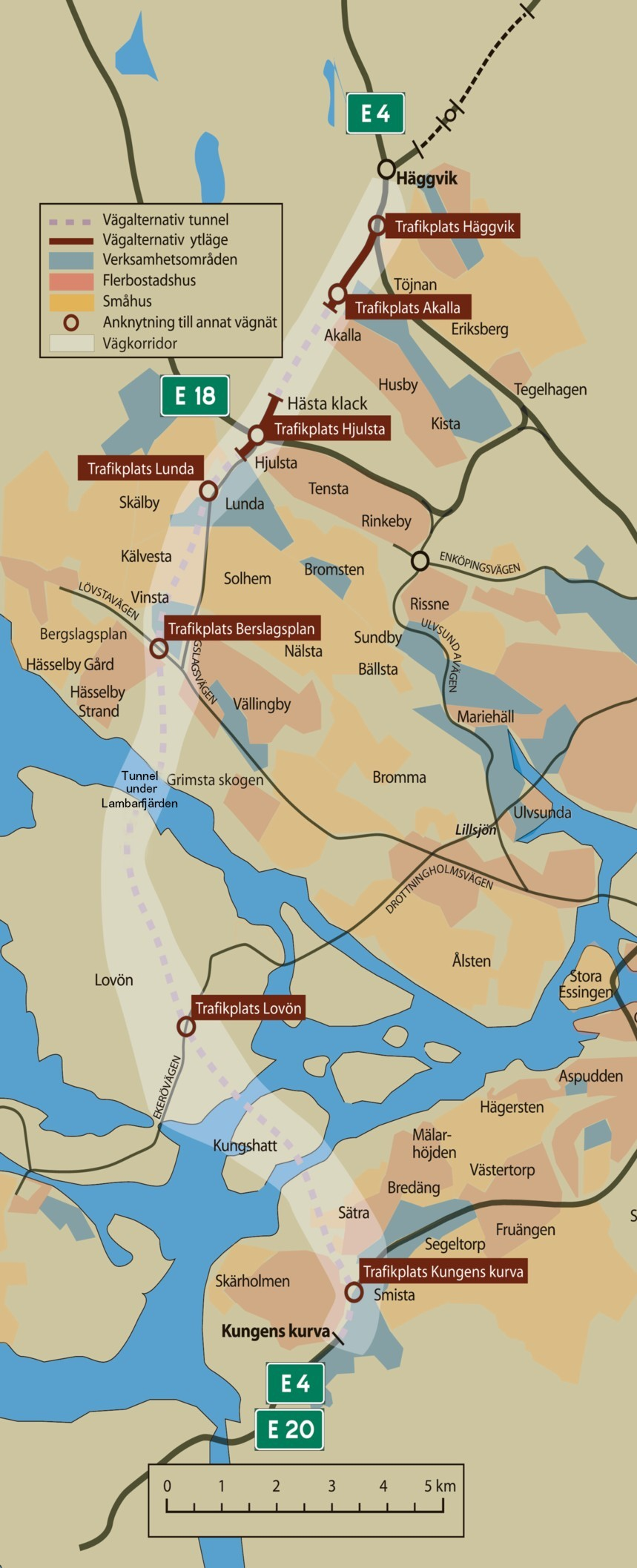
Traject van de Förbifart zoals voorzien in 2004

Förbifart Stockholm (vertaald, rondweg van Stockholm) is een reeks ondergrondse snelwegtunnels die sinds 2014 worden aangelegd in Zweden tussen het knooppunt Kungens Kurva in het zuiden van Stockholm en het knooppunt Häggvik ten noorden van Stockholm.  Het traject, dat in een grote boog rond het westen van de stad de huidige autosnelwegen aanvult, moet de huidige passage van de E4 van noord naar zuid langs Stockholm ontlasten. Het grootste deel van deze rondweg, meer dan 17 van de 21 kilometer, wordt ondergronds aangelegd. De Zweedse regering besloot op 3 september 2009 de aanleg van de ringweg toe te staan, op voorstel van de Zweedse Dienst voor het Wegverkeer.
De bypass wordt 's werelds op twee na langste wegtunnel in de nabijheid van een stad, na de Yamatetunnel in Tokio en de Westconnextunnel in Sydney. Verwacht wordt dat 140.000 voertuigen per dag van de bypass gebruik zullen maken. De tunnel reikt op zijn diepste punt 65 meter onder de zeespiegel en het Mälarmeer. De geraamde kosten voor het project worden geraamd op 27,6 miljard SEK (wat ten tijde van de opdracht in 2009, circa 2,7 miljard euro). De bouw begon in augustus 2014, maar werd kort daarna, na de verschuivende machtsverhoudingen volgend uit de uitslag van de Zweedse parlementsverkiezingen 2014 om politieke redenen stilgelegd. De bouw werd toch begin 2015 hervat en zou toen naar verwachting tien jaar in beslag nemen. In 2019 werd de afwerkingsdatum bijgesteld naar circa 2030.

## Galerij

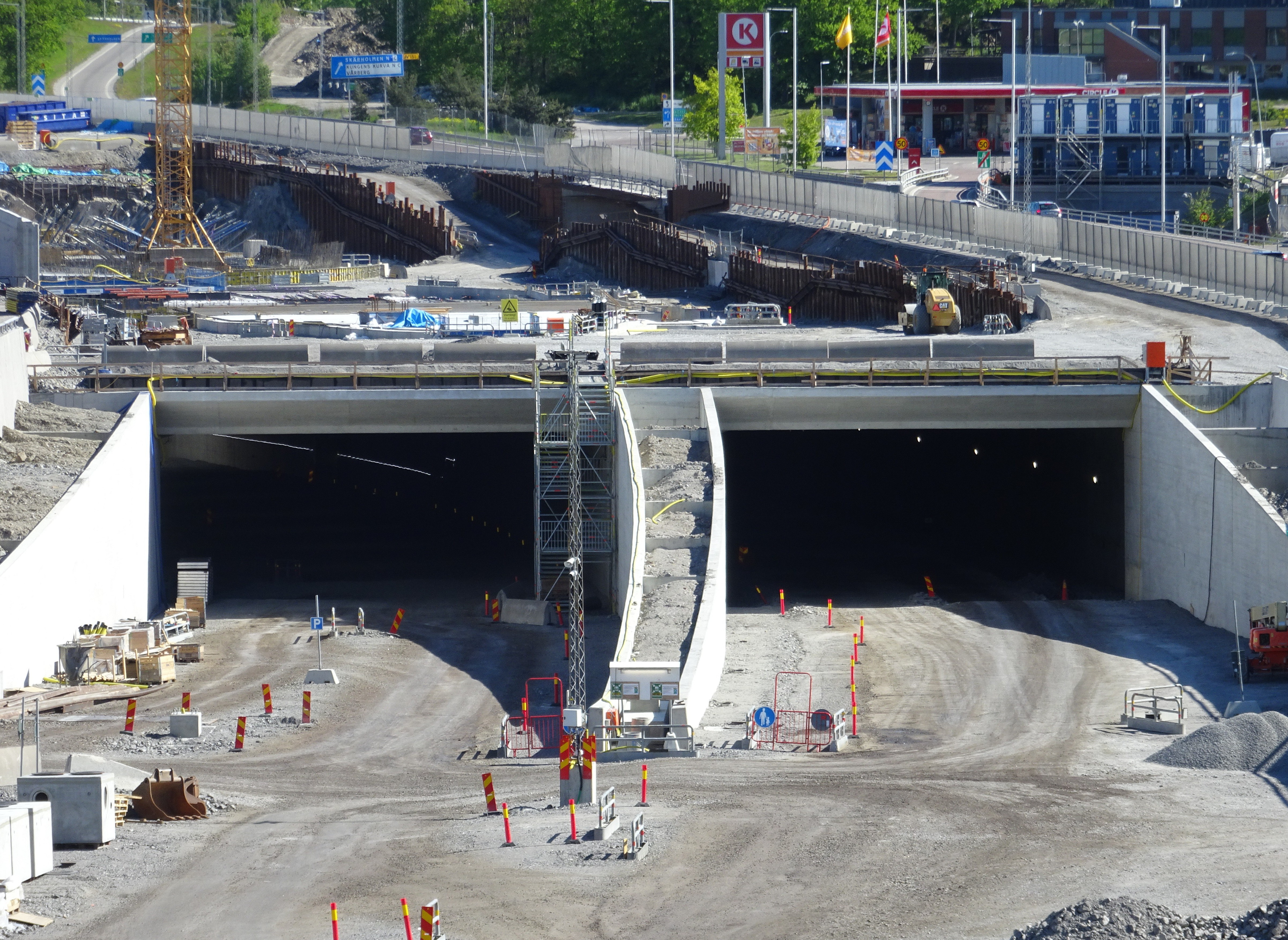
Aanleg van onderdoorgang van Förbifort bij Skärholmen in mei 2020
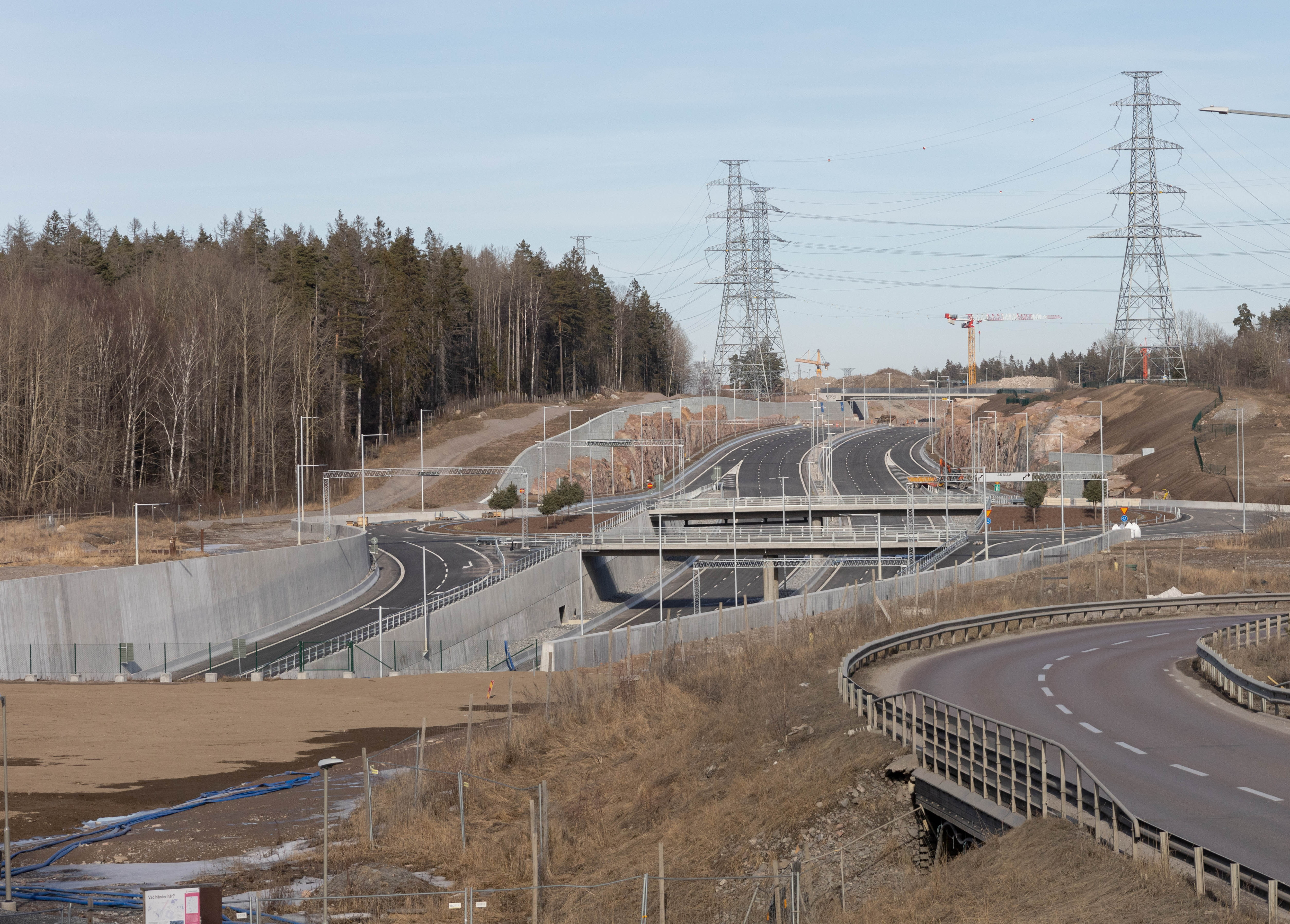
Werken aan de Förbifart bij Akalla in maart 2022